# Ferrán Heras
Ferrán Heras Ribot (nacido el 25 de junio de 1967 en Mataró, Barcelona) es un exjugador de baloncesto español. Con 1,85 de estatura, su puesto natural en la cancha era el de base.

## Trayectoria
Equipos en los que ha jugado:
- Cantera U.D.R. Pineda.
- Licor 43 Santa Coloma. Categorías inferiores.
- 1985-88 APD Mataró.
- 1988-90 Granollers Esportiu Bàsquet.
- 1990-92 Baloncesto León.
- 1992-95 Club Bàsquet Girona.
- 1995-96 Club Ourense Baloncesto.
- 1997-98 Santa Susanna.